# 達夫 (印第安納州)
達夫（英語：Duff）是位於美國印地安納州杜波伊斯縣的一個非建制地區。該地的面積和人口皆未知。